# جورج نورث
جورج نورث (بالإنجليزية: George North)‏ هو لاعب اتحاد الرغبي بريطاني، ولد في 13 أبريل 1992 في King's Lynn ‏ في المملكة المتحدة.

## وصلات خارجية
- جورج نورث على موقع دوري الرغبي الممتاز (الإنجليزية)
- جورج نورث عل موقع إسبنسكروم (الإنجليزية)
- جورج نورث على موقع ItsRugby.co.uk (الإنجليزية)